# لاک‌پشت گازگیر معمولی
لاک‌پشت گازگیر معمولی یا لاک‌پشت قاپنده (نام علمی: Chelydra serpentina) نام یک گونه از تیره گازگیران است.

## نگارخانه

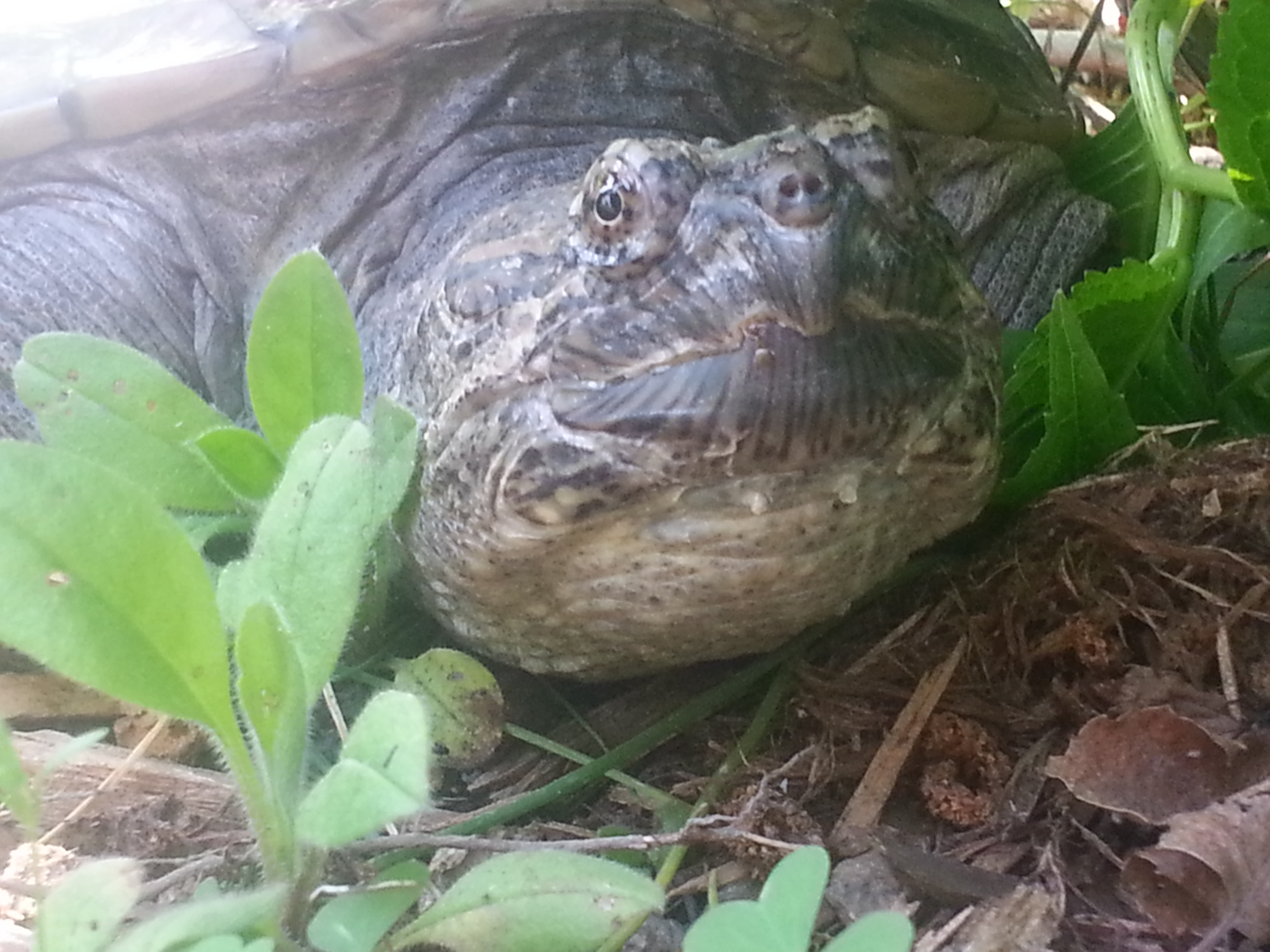
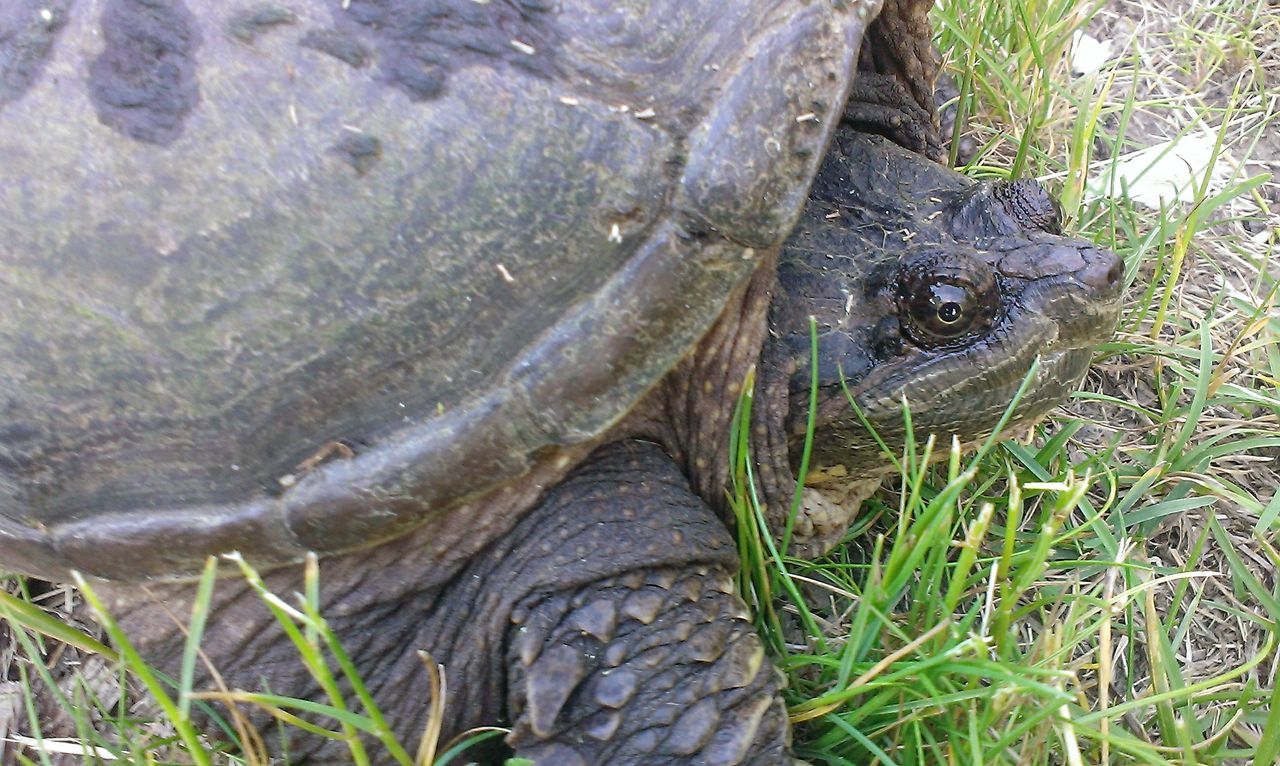
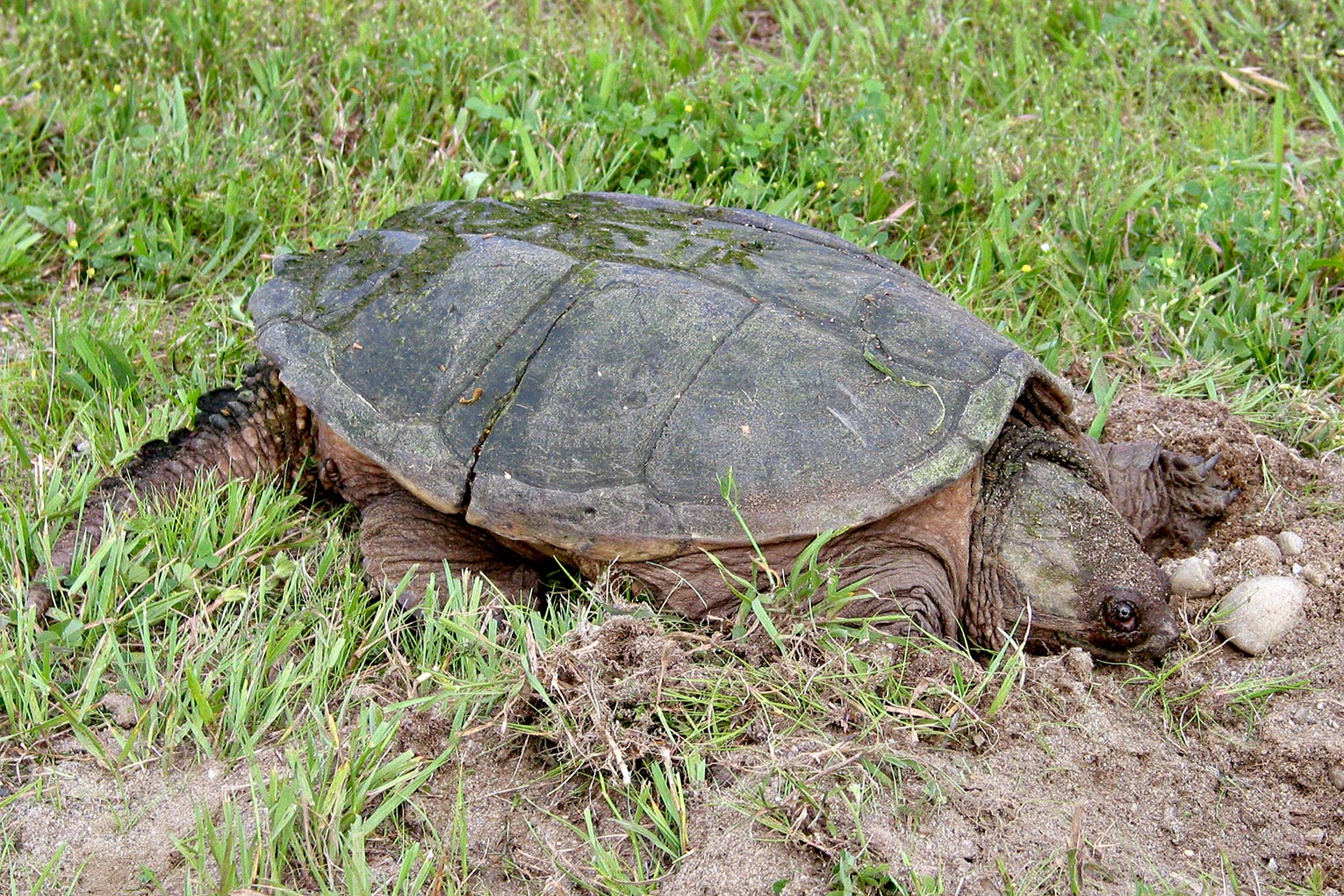
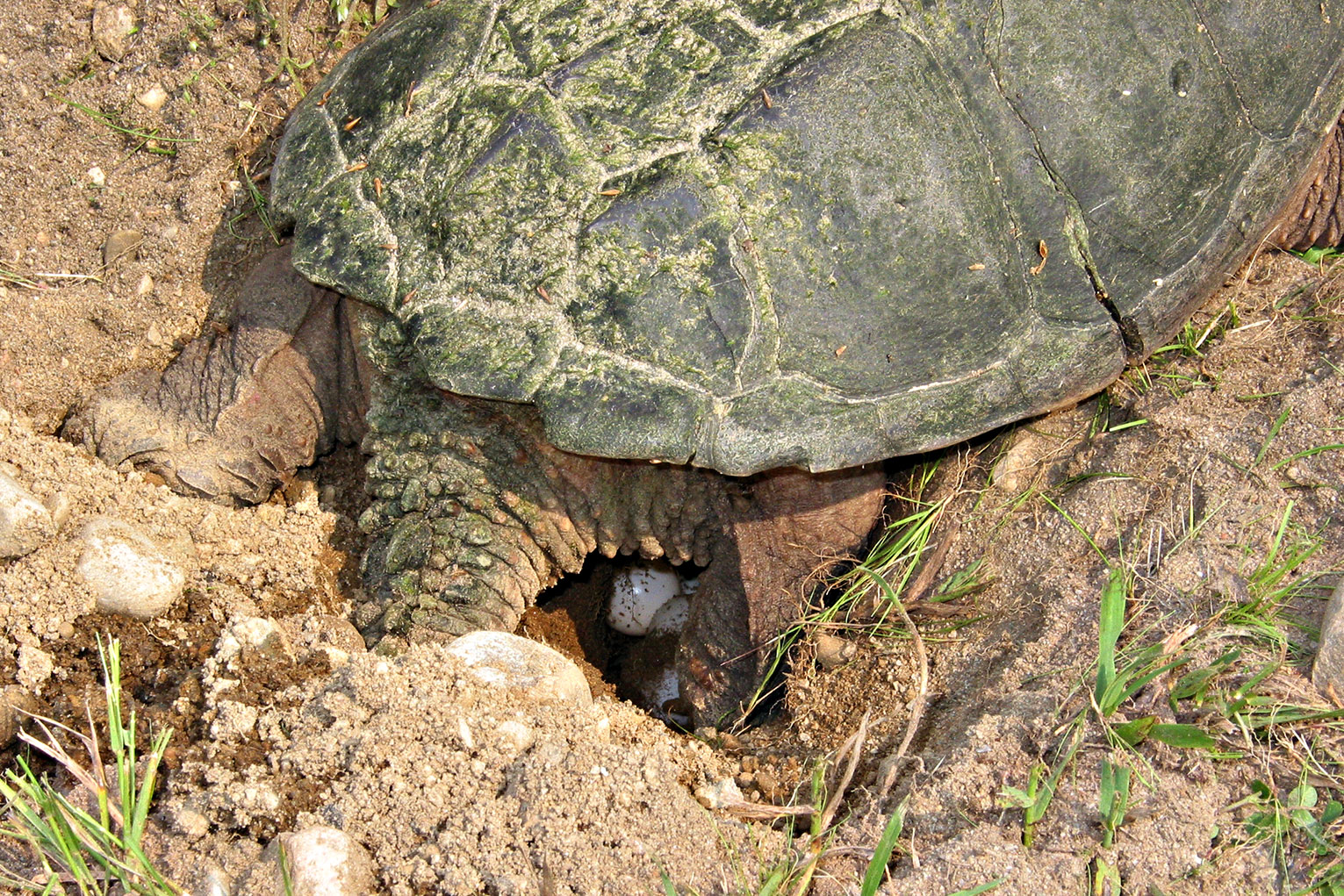
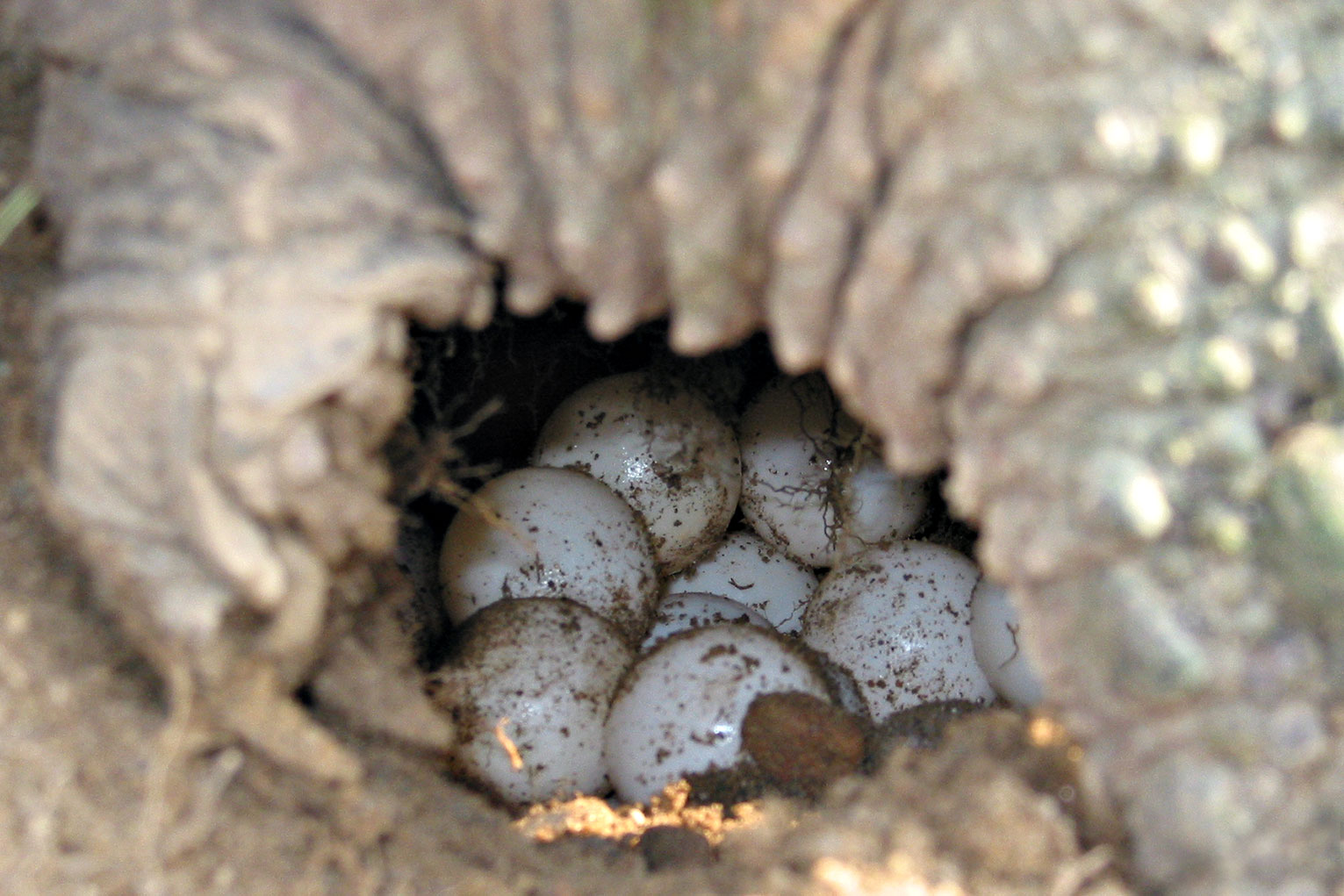
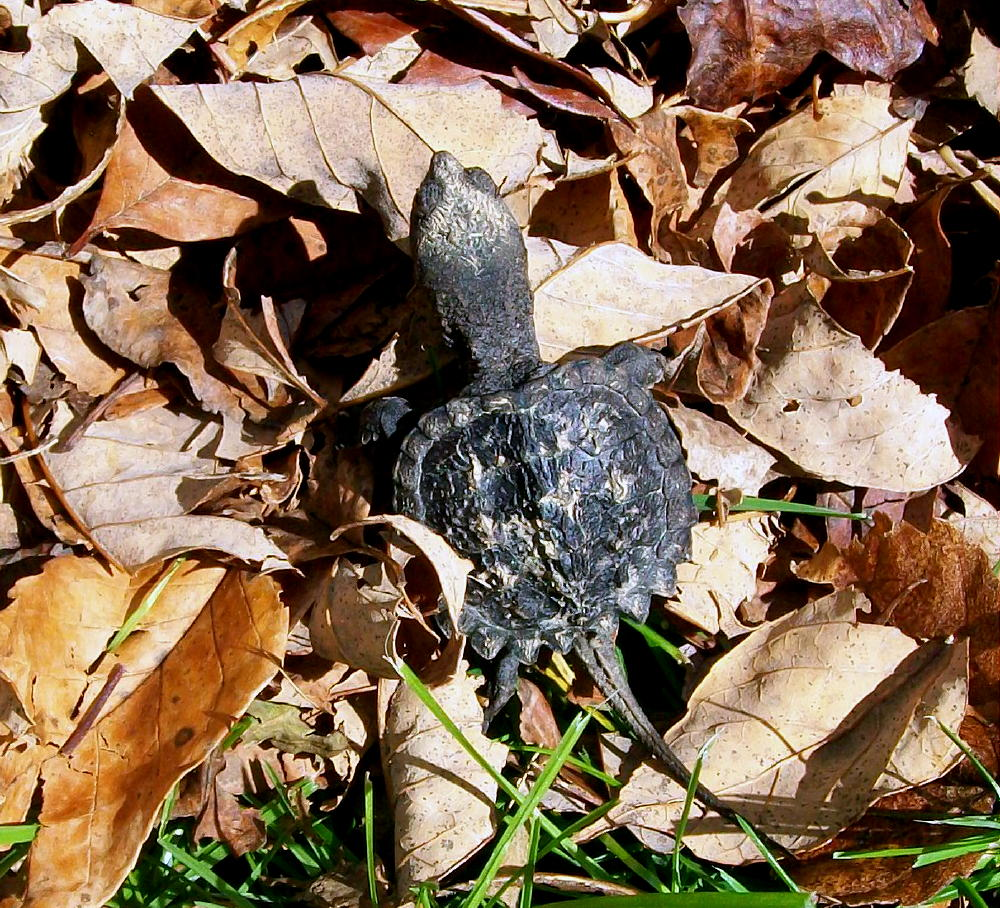
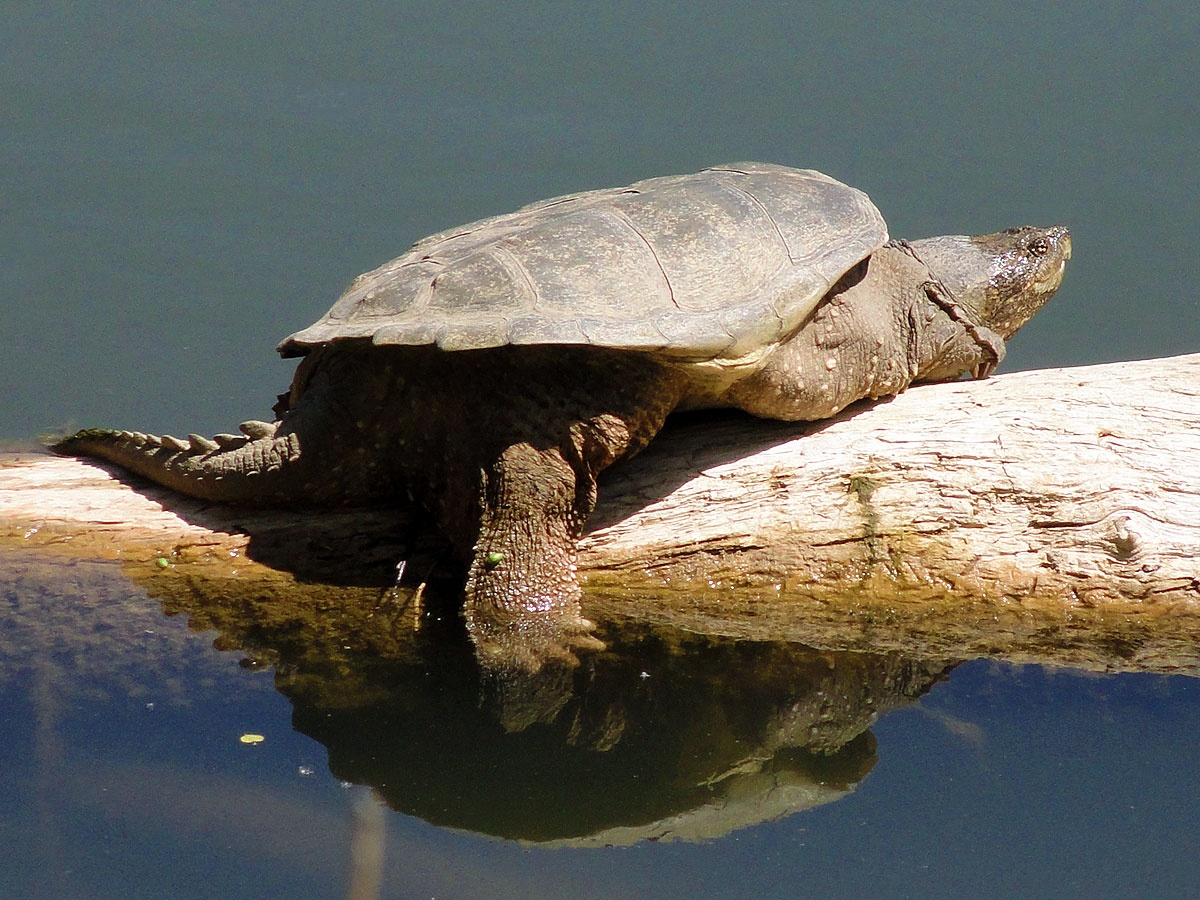
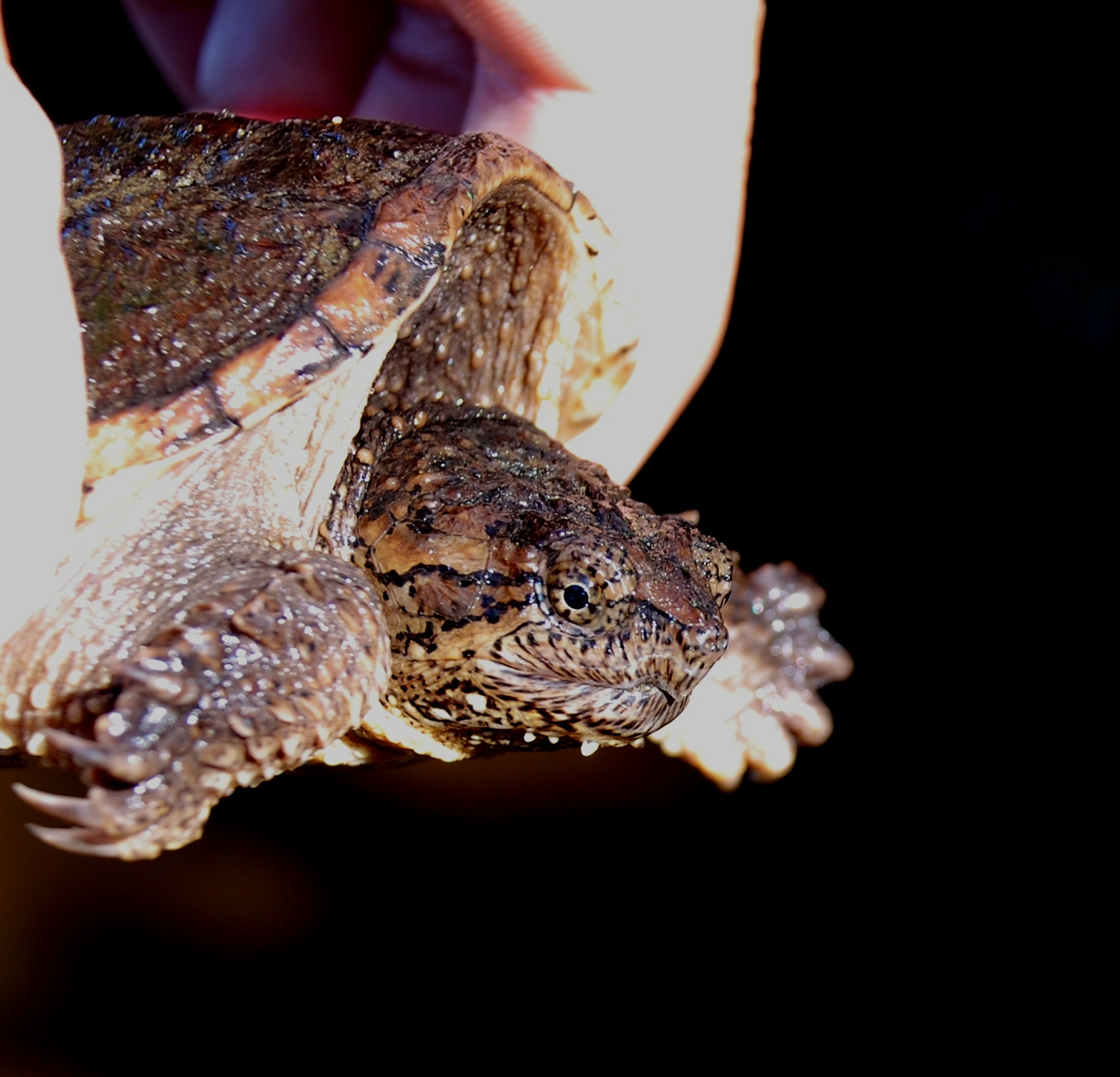
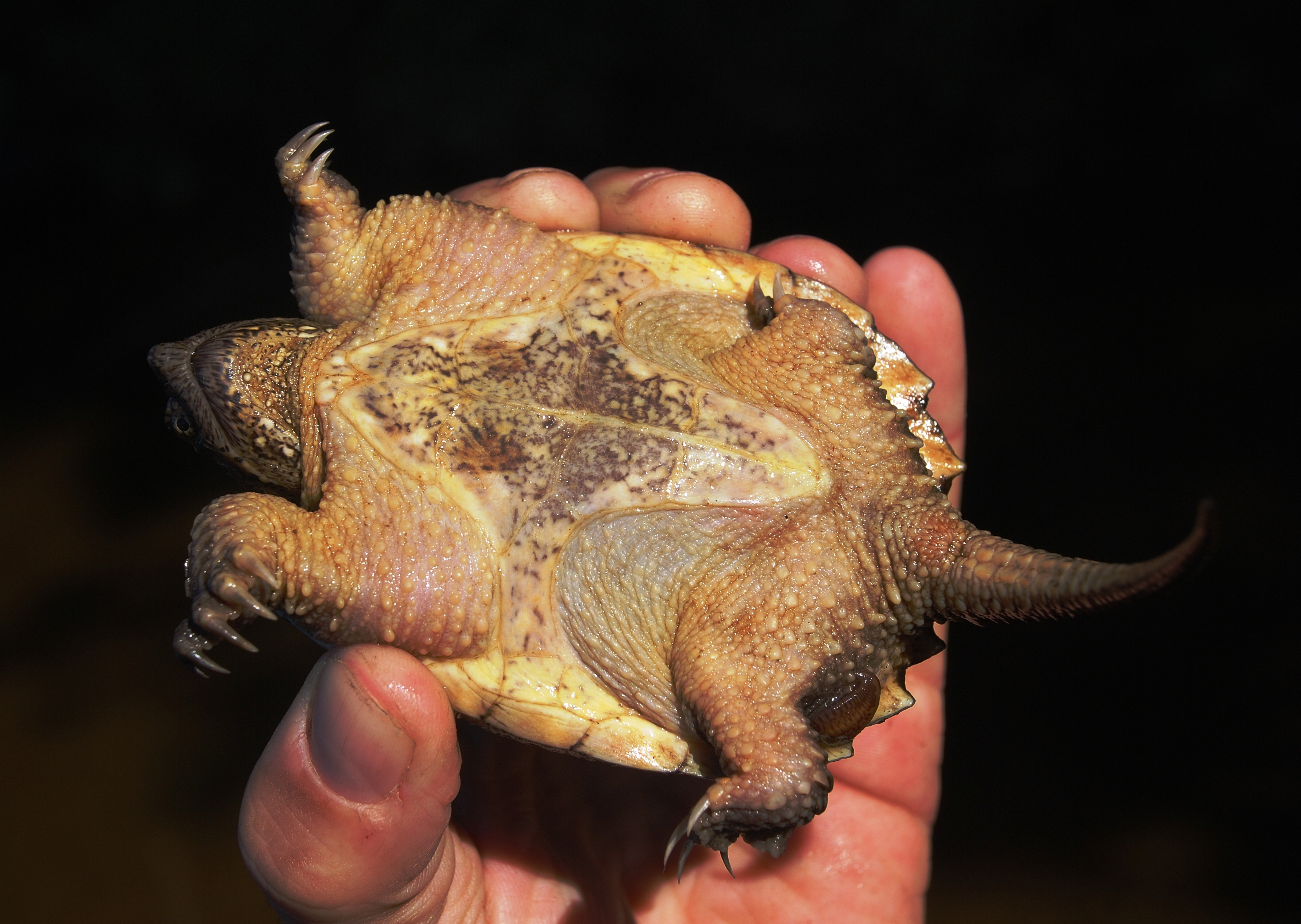
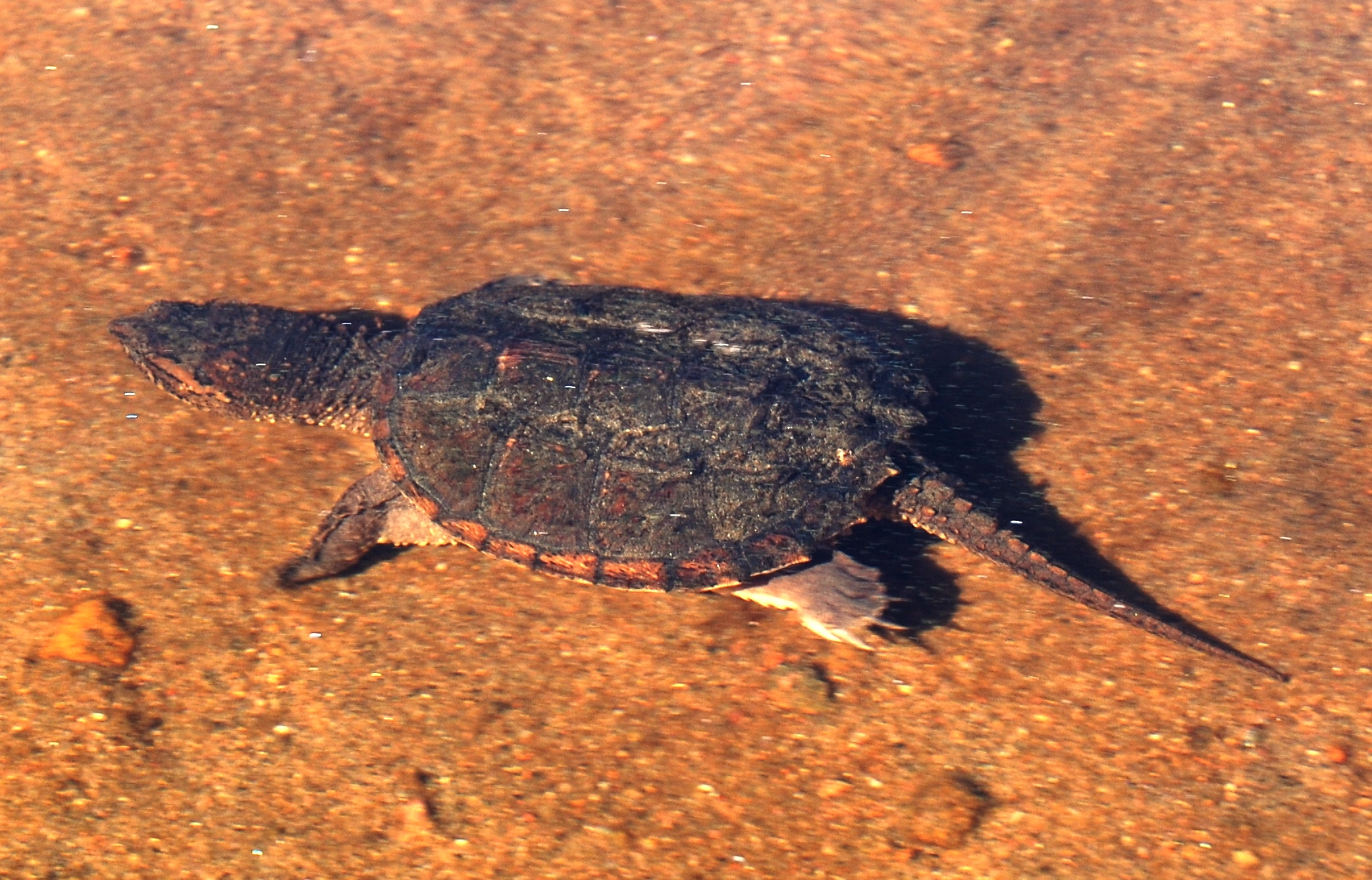